# Heuchera acutifolia
Heuchera acutifolia là một loài thực vật có hoa trong họ Saxifragaceae. Loài này được Rose miêu tả khoa học đầu tiên năm 1906.